# Murat Boz
Murat Boz (Zonguldak, 1980. március 7. –) török énekes, zeneszerző, szövegíró. Korábban Tarkan háttérénekese volt.

## Életrajza
Murat Boz Zonguldak városában született 1980. március 7-én. Később családjával Isztambulba költöztek, itt végezte el a középiskolát. Az isztambuli Bilgi Egyetem jazz-ének szakos hallgatója volt, majd az Isztambuli Műszaki Egyetemen török klasszikus zenét tanult.
Murat Boz karrierjét Tarkan háttérénekeseként kezdte, 2001 és 2006 között dolgozott a popsztárral. Első albuma, Maximum címmel 2007 elején látott napvilágot.

## Diszkográfia
| Év   | Cím                   |
| ---- | --------------------- |
| 2006 | Maximum               |
| 2009 | Şans                  |
| 2011 | Asklarim Büyük Benden |
| 2016 | Janti                 |

## Filmográfia
| Film                | Év   |
| ------------------- | ---- |
| Hadi İnşallah       | 2014 |
| Kardeşim Benim      | 2016 |
| Dönerse Senindir    | 2016 |
| Kardeşim Benim 2    | 2017 |
| Öldür Beni Sevgilim | 2018 |